# ShaMo!
ShaMo!（シャモ）は富士通クラウドテクノロジーズ(旧：ニフティ)が提供していた法人向けIP電話サービスである。
2019年6月30日、サービスの提供を終了した。

## 概要
名称は「社用モバイル」の略語に由来。電話回線設備、クラウドPBX、スマートフォンアプリケーション（アプリ）を、FJCTが一括して運用・保守を行っている。利用者はスマートフォン（iOS、Android）にアプリをインストールすることで、サービスを使えるようになる。

## 沿革
- 2016年4月 - 東京03エリア対象にサービスを開始[1]
- 2016年5月 - Android版アプリケーション提供開始。
- 2016年7月 - iOS版アプリケーション提供開始[2]。
- 2016年11月 - 提供エリアを12都道府県に拡大[3]。
- 2017年4月 - 個人向け事業分離に伴い、運営会社の社名がニフティから富士通クラウドテクノロジーズに変更。
- 2019年6月30日 - サービスの提供を終了した。